# Allocosa maroccana
Allocosa maroccana är en spindelart som beskrevs av Roewer 1959. Allocosa maroccana ingår i släktet Allocosa och familjen vargspindlar.
Artens utbredningsområde är Marocko. Inga underarter finns listade i Catalogue of Life.